# 亀井三郎
亀井 三郎（かめい さぶろう、1938年4月3日 - 2013年9月9日）は、日本の声優、俳優。81プロデュースに所属していた。北海道出身。

## 経歴
明治大学中退。
以前は劇団東京芸術座、劇団東芸、K&A、太陽プロモーション、劇団新人会映画放送部、九プロダクションに所属していた。
2013年9月9日に急性心不全のため死去。75歳没。

## 人物
声種はバリトン。
特技は東北弁、北海道弁。

## 後任
亀井の死後に持ち役を引き継いだ人物は以下の通り。
| 後任     | 役名         | 概要作品                            | 後任の初担当作品  |
| -------- | ------------ | ----------------------------------- | ----------------- |
| 秋元羊介 | 課長         | 『ドラえもん』（テレビ朝日版第2期） | 2013年12月放送回  |
| 原田晃   | クラブキ巡査 | 『ウエストサイド物語』              | TBS新録版追加部分 |

## 出演

### テレビドラマ
- 無用ノ介 第9話「やってきた無用ノ介」（1969年）
- ライオン奥様劇場・男の償い（1972年、フジテレビ・NMC） - 高沢主任 役
- 子連れ狼 (萬屋錦之介版)
  - 第14回「御定書七十九条」
- 太陽にほえろ!
  - 第51回「危険を盗んだ女」（1973年）
  - 第65回「マカロニを殺したやつ」（1973年）
  - 第93回「真実の詩」（1974年）
  - 第130回「鳩が呼んでいる」（1975年）
  - 第138回「愛こそすべて」（1975年）
  - 第154回「自首」（1975年）
- 荒野の用心棒 第34話「山峡の黄金に女豹が走って…」（1973年、NET・三船プロ）
- 高校教師 第23話「真夜中のカミナリ族」（1974年9月3日）
- 大江戸捜査網
  - 第143話「金のなる木で人が死ぬ」（1974年） - 桑原竜之介 役
  - 第188話「怪盗お役者変化」（1976年）

### 特撮
- シルバー仮面 第1話「ふるさとは地球」（1971年） - 消防士 役
- レインボーマン 第32話「改造人間パゴラ」（1973年） - 漁師 役

### 舞台
- くちなしの花
- ロダンの花子
- わが太陽

### テレビアニメ
1976年
- ゴワッパー5 ゴーダム（荒船師団長）

1977年
- 恐竜大戦争アイゼンボーグ（総監）
- 超スーパーカー ガッタイガー（五十嵐健）
- ヤッターマン（ジライヤ、銀仮面、砂川五ヱ門）

1979年
- ザ☆ウルトラマン（つるみ 他）

1980年
- タイムパトロール隊オタスケマン（海賊王）
- 鉄腕アトム (アニメ第2作)（西山成金）

1981年
- 太陽の牙ダグラム（ノキオ、アール・シーバ）

1983年
- 装甲騎兵ボトムズ（1983年 - 1984年、アルベルト・キリイ）

1984年
- 巨神ゴーグ（デヴィ）
- 北斗の拳（1984年 - 1985年、ドラゴン、隊長）

1985年
- おねがい!サミアどん

1986年
- 三国志II 天翔ける英雄たち（武将）

1987年
- シティーハンター（1987年 - 1991年、モハメド、一巻、権三、中田万堂、総監 他） - 4シリーズ
- ドラえもん（テレビ朝日版第1期）（1987年 - 2002年、野比のび郎、のび太の祖父〈2代目〉 他）

1988年
- 魔神英雄伝ワタル（アブドラ・ザ・馬之助）

1989年
- 悪魔くん（1989年 - 1990年、メフィスト老、東嶽大帝）
- エスパー魔美（教頭）

1990年
- 美味しんぼ（中里東一）
- オバタリアン（エンマ大王）
- おぼっちゃまくん（1990年 - 1991年、ウンダラ、エンマ）

1991年
- 絶対無敵ライジンオー（タコボンブ）
- YAWARA!（1991年 - 1992年、大田黒社長）
- 笑ゥせぇるすまん（部長）

1992年
- バトルファイターズ 餓狼伝説（市長）
- ママは小学4年生（議員）

1993年
- ツヨシしっかりしなさい（東風老人）
- 忍たま乱太郎（1993年 - 2006年、鬼、紙屋の紙太、老人）

1994年
- 機動武闘伝Gガンダム（恵雲）
- クレヨンしんちゃん（1994年 - 1998年、巣苦辺佐和郎社長、イジワール、胃屋良支又吉）

1996年
- 名探偵コナン（1996年 - 2011年、丸伝次郎、辻村勲、肥田満弘、伊勢川剛三、小嶋権作、沼山伴蔵、君島伸郎）

1998年
- MASTERキートン（花売り、教授）

1999年
- 週刊ストーリーランド（看守長、タクシー運転手、棟梁）
- バブルガムクライシス TOKYO 2040（ヤノ）

2003年
- アストロボーイ・鉄腕アトム（リヨン議長）
- 凧になったお母さん（加藤）
- TEXHNOLYZE（水野圭太郎）
- プラネテス（専務）

2004年
- ブラック・ジャック（柴田先生）

2005年
- 巌窟王（ルイ・ダンテス）
- 強殖装甲ガイバー（ハミルカル・バルカス）
- スターシップ・オペレーターズ（トールマン）
- ぼくの防空壕（町内会長）
- MONSTER（警部）

2006年
- スーパーロボット大戦OG -ディバイン・ウォーズ-（カール・シュトレーゼマン）

2007年
- 精霊の守り人（侍従）
- BACCANO! -バッカーノ!-（プラチド・ルッソ）

2008年
- ゴルゴ13（2008年 - 2009年、マーティ、ホリスキー）
- ONE OUTS -ワンナウツ-（忌野喜郎）

2009年
- 蒼天航路（陶謙）

2010年
- ドラえもん（テレビ朝日版第2期）（課長〈初代〉）
- RAINBOW-二舎六房の七人-（女郎屋のオヤジ）

2012年
- 絶園のテンペスト（お爺さん）

### 劇場アニメ
- 伝説巨神イデオン 接触篇（1982年、軍人）
- 伝説巨神イデオン 発動篇（1982年、士官）
- ドキュメント 太陽の牙ダグラム（1983年、ノキオ）
- バツ&テリー（1987年、教頭）
- 銀河英雄伝説外伝 黄金の翼（1992年、ヘルダー大佐）
- 名探偵コナン 迷宮の十字路（2003年、桜正造）

### OVA
- 装甲騎兵ボトムズ ザ・ラストレッドショルダー（1985年、キリイ）
- 銀河英雄伝説（1991年、グレーザー大佐）
- 創竜伝（1991年、古田重平）
- 世界の光 親鸞聖人（1992年、弁海）
- 親鸞聖人と王舎城の悲劇（1996年、占い師）
- ジョジョの奇妙な冒険 ADVENTURE（2000年、看守長）

### ゲーム
- スーパーロボット大戦OG ORIGINAL GENERATIONS（2007年、カール・ショトレーゼマン）

### 吹き替え

#### 映画
- アーノルド・シュワルツェネッガーのSF超人ヘラクレス（タクシー運転手）
- アフターショック/ニューヨーク大地震（アンソニー）
- イノセントマン/仕組まれた罠（ブッチャー〈デニス・バークレー〉）
- インディ・ジョーンズ/魔宮の伝説 ※ソフト版
- ウエスト・サイド物語（クラプキ巡査）※TBS新録版
- ウォール街（オリー）※機内上映版
- エグゼクティブ・ターゲット
- エリミネーターズ（レイモン）
- オリバー・ツイスト（リムキンズ〈イアン・マクニース〉）
- 喝采の陰で（ジャッキー・ディッカー、カピンスキー巡査、エディ）
- キャノンボール（シェイキー・フィンチ、グリーク[15]）※フジテレビ版
- キラー・エリート（ドニー）
- キングコング ※日本テレビ版
- 黒馬物語（英語版）（マンゴ）※VHS版
- 刑事ジョー ママにお手あげ ※フジテレビ版
- 恋のためらい/フランキーとジョニー（ティノ）
- 五福星（ホー〈ポール・チャン〉）
- ザ・チャイルド
- ザ・パッケージ/暴かれた陰謀（カール・リチャーズ）
- サブウェイ・パニック（ハリー〈ケネス・マクミラン〉、ドロウィッツ）
- サモ&ケニー 人質に気をつけろ!（チュウ社長）
- さよなら魔法使い（英語版）（オーラー医師〈ジョン・ランドルフ〉）
- サルバドル/遥かなる日々
- 三十四丁目の奇蹟（チャーリー）※テレビ版
- サンタリア 魔界怨霊
- ジェット・ローラー・コースター（ヴァージ）※日本テレビ版
- シティヒート（ダブ）※フジテレビ版
- ジョーズ（ベン・ガードナー）※日本テレビ版
- ジョーズ2（フィル）※日本テレビ版
- ジョン・カーペンターの要塞警察（ウェルズ〈トニー・バートン〉）
- 新・荒野の七人 馬上の決闘（ロベロ〈フランク・シルヴェラ〉）※テレビ東京版
- 新シャーロック・ホームズ おかしな弟の大冒険（ブルーナー）
- スクワーム（バス運転手）
- スティング（ビル・クレイトン）※日本テレビ版
- スピード2（ハービー〈マイク・ハガティ〉）※フジテレビ版
- スペースボール（ローランド王〈ディック・ヴァン・パタン〉）
- 戦慄の狼男（英語版）（サム町長）
- 続・恐竜の島（サバラ）※日本テレビ版
- ゾンビ伝説（アメリカ人医師）
- ターミナルフォース/叛逆のサイバーコップ（ピーター・デザレック市会議員）
- 大頭脳（ブルーノ）※日本テレビ版
- ダイ・ハード（店員）※フジテレビ版
- ダイ・ハード3（ジェリー・パークス）※フジテレビ版
- 007/死ぬのは奴らだ（ウィスパー）※TBS旧録版
- ダブルボーダー
- ディアボロス/悪魔の扉（エディ・バズーン〈ジェフリー・ジョーンズ〉）※日本テレビ版
- ディック・トレイシー（リップス・マンリス〈ポール・ソルヴィノ〉）
- テラーピーク（ジョン）
- デルタフォース3（ウィルソン将軍）※テレビ東京版
- トーク・レディオ ※TBS版
- トム・ホーン（リー・メンデナー、保安官助手）
- ドラゴン怒りの鉄拳（警察署長）※TBS版
- ハードネス（上院議員）※VHS版
- バック・トゥ・ザ・フューチャー（レッド）※テレビ朝日版、（ルー、レッド）※フジテレビ版
- バック・トゥ・ザ・フューチャー PART3（ストリックランドの副官〈ドノヴァン・スコット〉）※テレビ朝日版
- バックドラフト（グリンドル）※ソフト版
- バットマン（ジェームズ・ゴードン総監〈パット・ヒングル〉）※TBS版
- パットン大戦車軍団 ※日本テレビ新録版
- 波止場（ティリオ）※テレビ朝日版
- バトルクリーク・ブロー（ビリー・キッス〈ハードボイルド・ハガティ〉）
- バニシング（ロベルト・パスキーニ〈レナート・サルヴァトーリ〉）
- バニシングin60″（アトリー・ジャクソン）※日本テレビ版
- ハワード・ザ・ダック/暗黒魔王の陰謀 ※TBS版
- ヒロシマ（英語版）（ヨード・トダ〈パット・モリタ〉）
- ヒンデンブルグ（マックス・プルス船長〈チャールズ・ダーニング〉）※TBS版
- ブラック・レイン ※フジテレビ版
- フランケンシュタイン（クランプ教授〈ロバート・ハーディ〉）※ソフト版
- フリージャック（ブラッド）
- ブルース・ブラザース（クラリオン・レコードの社長）※フジテレビ旧録版
- プロジェクトA（チャン）※テレビ朝日版
- ホーム・アローン2（ジョニー）※フジテレビ版
- ボディーハード（マーティン・カレン）
- マッカーサー ※TBS版
- マック（判事〈J・ジェイ・サンダース〉）※機内上映版
- マッドマックス（ナイトライダー）
- ママのフィアンセ/結婚に異議あり!（ボブ・ヤンガー〈ロン・カナダ〉）
- マンハッタン無宿 ※日本テレビ版
- MR.デスティニー（ハリー・バロウズ）
- ミラクルマスターII/L.A.時空大戦（英語版）（コバリー主任〈ジェームズ・アヴェリー〉）
- ユン・ピョウ in ドラ息子カンフー（中国語版）（座長）※フジテレビ版
- 夜の訪問者 ※日本テレビ版
- ラスト・アクション・ヒーロー（ベネディクトの執事〈プロフェッサー・タナカ〉）※フジテレビ版
- ラスト・ウィンド/少年達は砂漠を越えた（英語版）（ジョン・リケッツ〈ジャック・トンプソン〉）
- リコシェ/炎の銃弾（スタイズル牧師〈ジョン・エイモス〉）※VHS版
- ル・ジタン（ジョー・アミラ〈レナート・サルヴァトーリ〉）
- 霊幻道士3 キョンシーの七不思議（招待客〈ウー・マ〉）
- レオン（ファットマン）※テレビ朝日版
- ロビン・フッド（ヘレフォードの司教）※ソフト版
- ロビン・フッド（サム・ティモンズ）
- ワンス・アポン・ア・タイム・イン・アメリカ（ファット・モー）※VHS版

#### ドラマ
- アメリカン・ヒーロー
- がんばれ!ベアーズ シーズン2 #5（ウォーリーおじさん）
- クレオパトラ2525（英語版） エピソード2（スラッゴ）
- ザ・ハイツ 青春のラプソディー（Mr.マイク〈レイ・アラナ〉）
- シャーロック・ホームズの冒険 ぶなの木屋敷の怪（トラー）
- 私立探偵マグナム
  - シーズン1 #10（ティックラー〈スキャットマン・クローザース〉）、#13（ブル）
  - シーズン2 #19（カム・チャン）
- 新・刑事コロンボシリーズ
  - 狂ったシナリオ（フィル・クロセット）
  - かみさんよ、安らかに（コノリー）
  - 殺人講義（クラブオーナー、警察無線）
  - 恋におちたコロンボ（ラディック）
- スカーレット/続・風と共に去りぬ（ビッグ・サム〈ポール・ウィンフィールド〉）
- スティーヴン・キングのゴールデン・イヤーズ（英語版）（ジミー・イーキンズ医師）
- 探偵レミントン・スティール シーズン4 #20（マイケル・ハリガン）
- 地上最強の美女たち!チャーリーズ・エンジェル シーズン3 #10（トミー・ロビンス）
- 超音速攻撃ヘリ エアーウルフ
  - シーズン1 #5（エドワード・ストーナー）
  - シーズン2 #10（盗賊団のボス〈プロフェッサー・タナカ〉）
  - シーズン3 #6（ハンセン）
- 超音速ヒーロー ザ・フラッシュ（ヘンリー・アレン〈M・エメット・ウォルシュ〉）※日本テレビ版
- ツイン・ピークス シーズン2 #12（ライリー大佐〈トニー・バートン〉）
- 特捜刑事マイアミ・バイス
  - シーズン1 #5（オルバリー署長）
  - シーズン2 #12（ジョー・ダルヴァ）
  - シーズン4 #1（デラポート判事〈フィリップ・ベイカー・ホール〉）
- 特攻野郎Aチーム シーズン3 #1（カーリン）
- ナイトライダー シーズン1 #2（ドラン）
- ヒルストリート・ブルース シーズン2（マック・マカリスター）
  - シーズン2 #1（サックハイム博士）
  - シーズン5 #22（ジョヴァンニ・トリエロ刑事）
  - シーズン6 #3（車椅子の老人）
- フリッパー シーズン1 #5（ジミー・コンチェラ）
- ホミサイド/殺人捜査課（アル・ジャデーロ〈ヤフェット・コットー〉）
- マウンテン・ウォーズ/ホライズン高校物語（フランク・マーケジアン）
- ヤングライダーズ シーズン1 #7（チック）

#### アニメ
- バットマン（ルパート・ソーン〈初代〉）